# Tummas Símunarson
Tummas Símunarson (død 1608) var en færøsk bonde, der var øernes lagmand på Færøerne fra 1601 til 1608. Fra 1584 til sin død var han forpagter af et større gårdbrug i Kaldbak på Streymoy, men hans fødested og øvrige livshistorie er ukendt.